# 梁家安
梁家安 ，前萬眾電話的執行董事，生於1970年代。梁家安的父親是梁啟雄，後者也是香港萬眾電話的執行董事。 梁家安已婚，丈夫是王勤競，所以她又稱 王梁家安，夫婦二人育有兩名兒子。
王梁家安聞名於2007年5月頭，因為短炒美國道瓊斯股票，獲暴利800多萬美元。 因此，其夫婦兩受美國證券及交易委員會調查，懷疑觸犯美國法律「內幕交易」。

## 學歷
王梁家安畢業於英國劍橋大學，在1994年獲得文學學士，在1999年獲得文學碩士學位。 梁家安考獲特許財務分析員。

## 工作
王梁家安曾任荷蘭銀行客戶經理，及香港花旗銀行風險經理。

## 相關
- 澳洲傳媒大亨梅鐸
- 李國寶

## 外部参考
- 香港亞洲電視新聞：王梁家安
- 香港萬眾電話的執行董事：王梁家安 （页面存档备份，存于）
- 梁啟雄女兒，梁家安 （页面存档备份，存于）
- 香港萬眾前執行董事梁家安與其丈夫[]